# Église Saint-Nicolas de Berlin
 (juillet 2022).
Si vous disposez d'ouvrages ou d'articles de référence ou si vous connaissez des sites web de qualité traitant du thème abordé ici, merci de compléter l'article en donnant les références utiles à sa vérifiabilité et en les liant à la section « Notes et références ».
Pour les articles homonymes, voir Église Saint-Nicolas et Nikolaikirche.
L'église Saint-Nicolas (en allemand : Nikolaikirche), bâtie vers 1230, est la plus ancienne église conservée de Berlin. Elle est située au centre du quartier historique de Nikolaiviertel, dans le quartier administratif de Mitte. Déconsacrée en 1938, elle abrite aujourd'hui un musée régional et est également utilisée pour des concerts.

## Histoire

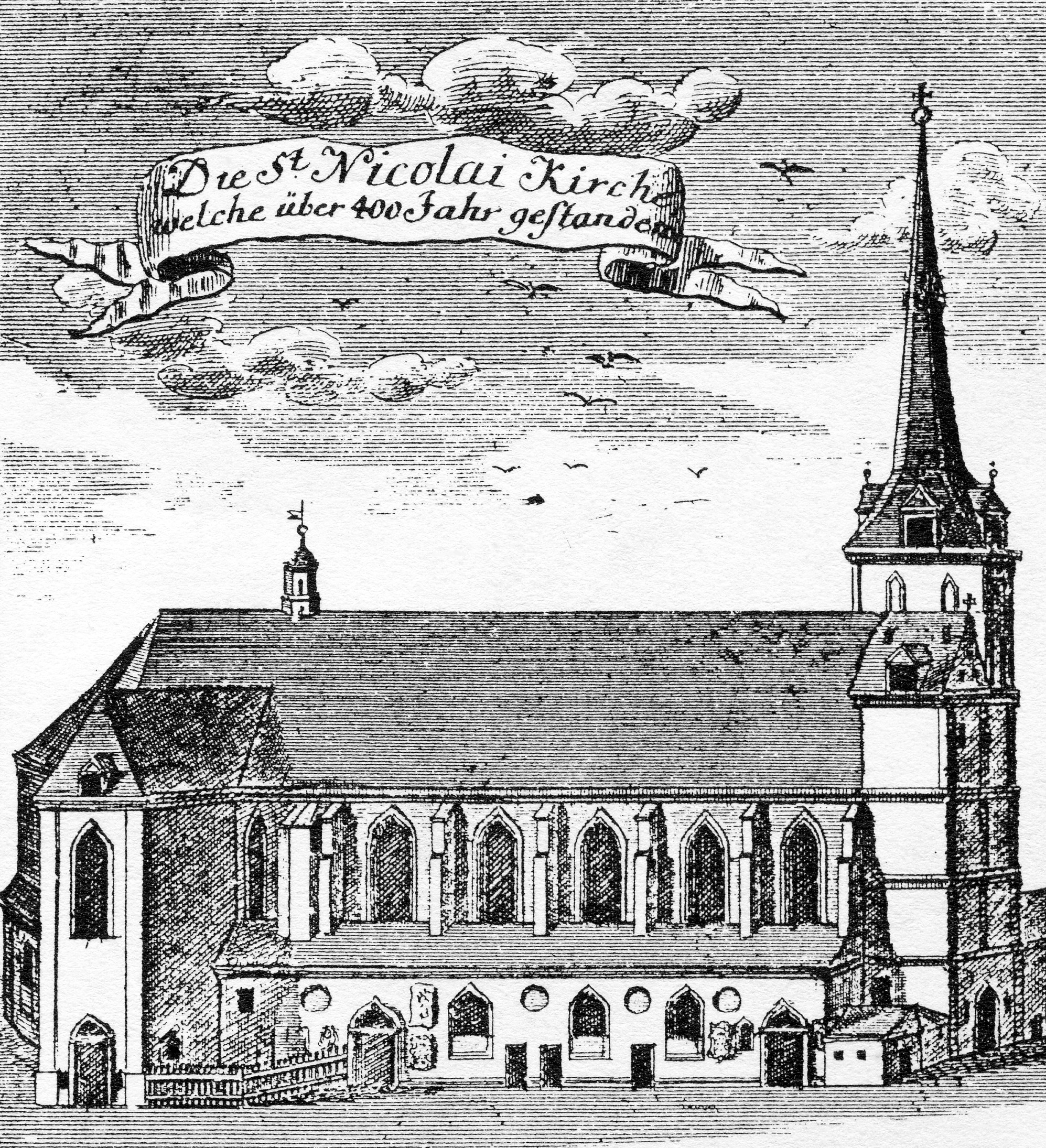
Église Saint-Nicolas, gravure de 1736.

Le premier édifice sacré en ce lieu, roman à l'origine, fut bâti à partir de 1230 en l'honneur de Nicolas de Myre, saint-patron des commerçants, car une grande partie des citoyens d'Alt-Berlin appartenaient à cette corporation. C'est à cette même époque que le noyau de la colonie de Cölln (Alt-Cölln) se produit autour de l'église Saint-Pierre sur la rive opposée de la Sprée.
L'église à plan basilical fut remanié à plusieurs reprises pour recevoir en 1380 son chœur gothique, et en 1480 ses nefs typiques d'église-halle.
Lors de restaurations en 1876, on la dote de son double clocher. Elle est désacralisée en 1938 et ne sert plus d'édifice cultuel. 
Endommagée pendant la Seconde Guerre mondiale, elle n'est restaurée qu'en 1977, puis devient en 1987 une annexe du musée de la Marche de Brandebourg.
Lors des événements de 1989, elle est l'un des principaux lieux de rassemblement des opposants au régime communiste de la République démocratique allemande.
Elle sert aujourd'hui pour les expositions temporaires, mais aussi comme salle de concert à cause de la réputation de son acoustique et pour la beauté de ce site.